# Pisídoro
Pisírodo (otros nombres: Peisirrhodos, Peisirodos'; en griego antiguo: Πεισίρροδος, romanizado: Peisirrhodos,, en griego antiguo: Πεισίροδος, romanizado: Peisirodos) fue campeón de Juegos Olímpicos en boxeo infantil en 404 a. C. Era hijo de de Calipatira y nieto de Diágoras de Rodas por línea materna. 
Su madre en persona, vestida de entrenador, lo llevó a los Juegos Olímpicos.
Perseguidos él y su tío Dorieo por sus enemigos políticos, huyeron a la cleruquía ateniense de Turios.
Su victoria olímpica fue referida en el siglo II por el viajero y escritor Pausanias, que vio su estatua y la de su madre en el Altis de Olimpia.